# Ferrari 250
För andra betydelser, se Ferrari 250 (olika betydelser).
Ferrari 250 är en sportbil, tillverkad av den italienska biltillverkaren Ferrari mellan 1954 och 1964.

## Bakgrund
Efter de första försöken att sälja gran turismo-vagnar i större skala med 250 Europa, fick Ferrari till en fullträff med efterträdaren 250 GT. Bilen såldes i ett stort antal versioner i nästan 2 500 exemplar under drygt tio år och fick Ferrari att ta steget från enstycks- till serieproduktion. Framvagnen hade moderniserats med skruvfjädrar och från 1959 försågs bilarna med skivbromsar.

## Motor
Till skillnad från företrädaren var 250 GT försedd med den mindre Colombo-motorn. Cylinderdiametern hade borrats upp till 73 mm, vilket tillsammans med slaglängden, som fortfarande låg kvar på det ursprungliga måttet 58,8 mm gav en cylindervolym på knappt tre liter.
| Modell         | Motor              | Cylindervolym | Effekt     | Bränslesystem              |
| -------------- | ------------------ | ------------- | ---------- | -------------------------- |
| Europa GT      | 12-cyl V-motor ohc | 2953 cm³      | 220 hk     | 3 st Weber 36DCZ förgasare |
| Boano/Ellena   | 12-cyl V-motor ohc | 2953 cm³      | 220 hk     | 3 st Weber 36DCZ förgasare |
| Cabriolet      | 12-cyl V-motor ohc | 2953 cm³      | 240 hk     | 3 st Weber 36DCZ förgasare |
| Pininfarina    | 12-cyl V-motor ohc | 2953 cm³      | 240 hk     | 3 st Weber 36DCZ förgasare |
| California     | 12-cyl V-motor ohc | 2953 cm³      | 260-280 hk | 3 st Weber 36DCL förgasare |
| 2+2            | 12-cyl V-motor ohc | 2953 cm³      | 240 hk     | 3 st Weber 36DCN förgasare |
| Lusso          | 12-cyl V-motor ohc | 2953 cm³      | 250 hk     | 3 st Weber 36DCS förgasare |
| Tour de France | 12-cyl V-motor ohc | 2953 cm³      | 260 hk     | 3 st Weber 36DCZ förgasare |
| SWB            | 12-cyl V-motor ohc | 2953 cm³      | 280 hk     | 3 st Weber 36DCL förgasare |
| GTO            | 12-cyl V-motor ohc | 2953 cm³      | 300 hk     | 6 st Weber 38DCN förgasare |

## GT-vagnar
Landsvägsvagnarna byggde, med några undantag, på en hjulbas på 260 cm. En lång rad varianter hann tillverkas under bilens produktionstid. Huvuddelen var ritade av Pininfarina och hade stålkaross.

### 250 Europa GT
250 Europa ersattes från 1954 av 250 Europa GT. Alla vagnar hade karosser från Pininfarina, utom en öppen vagn från Vignale.
Produktionen uppgick till 34 exemplar.

### 250 GT Boano/Ellena
1956 presenterade Pininfarina en ny standardkaross till 250 GT. Eftersom man själva saknade kapacitet att bygga vagnarna, vände man sig till Mario Boano som byggde 88 exemplar, varav en öppen cabriolet, fram till 1957. Mario Boano anställdes detta år av Fiat som chefsdesigner och överlät tillverkningen av Ferrari-vagnarna till sin svärson Ezio Ellena. Denne putsade lite på designen, med bland annat en högre taklinje för bättre innerutrymmen och större glasrutor. Ellena byggde ytterligare 50 vagnar.

### 250 GT Cabriolet
Pininfarina presenterade en öppen version 1957. Bilen tillverkades i två serier:
Serie I var ganska lik Tour de France-modellen, med strålkastare bakom plexikåpor och främre stötfångare bestående av två horn under strålkastarna. 40 bilar byggdes av första serien.
Serie II avlöste 1959. Bilen fick nu en mer konventionell front och modifierad akter, vilket gjorde den i stort sett identisk med den coupé som presenterats året innan. Andra serien byggdes i inte mindre än 204 exemplar. 

### 250 GT California Spyder
- Se även huvudartikeln: Ferrari 250 GT California Spyder.

California Spyder introducerades 1957. Den var avsedd som en tävlingsversion av Pininfarinas cabriolet. Liksom Berlinettorna byggdes den av Scaglietti, men få förare använde den på banan. Som de flesta öppna bilar köptes den främst av posörer, inte tävlingsförare. Bilen tillverkades i två serier:
Serie I var en enklare och lättare version av cabrioleten. Den tillverkades i 50 exemplar.
Serie II ersatte 1959. Den hade, liksom cabrioleten serie II, modifierad front och akter, men framför allt hade bilen nu den kortare hjulbasen från Berlinettan. Andra serien byggdes i 56 exemplar.

### 250 GT Coupe Pininfarina
1958 introducerade Pininfarina ännu en ny standardkaross, baserad på den cabriolet man tillverkade sedan tidigare.
Produktionen uppgick till 350 exemplar.

### 250 GT 2+2
1961 presenterade Ferrari sin första fyrsitsiga ”familjebil”, inofficiellt ofta betecknad GTE. För att få extra utrymme i kupén hade motorn flyttats 20 cm framåt. GTE:n var utrustad med bromsservo och överväxel. Bilen blev en stor succé och tillverkades i inte mindre än 954 exemplar. 
1963 ersattes den av 330 America, med en fyralitersmotor i samma kaross.
Se även:
- Ferrari 330 America

### 250 GT Lusso
250 GT/L blev den sista utvecklingen av 250-serien och presenterades 1963. Bilen hade den kortare hjulbasen från Berlinettan och chassit hade lånat en del förbättringar från GTO-modellen.
Produktionen uppgick till 350 exemplar.

## Berlinetta
1953 införde FIA ett världsmästerskap för sportvagnar. Ferraris bidrag till klassen blev en tävlingsversion av 250GT, kallad Berlinetta. Bilarna var inte mer specialiserade än att det gick att använda dem för landsvägsbruk, åtminstone till och från nästa tävling. För att hålla nere vikten var karossen byggd i aluminium och sido- och bakrutor var gjorda av plexiglas. Berlinetta-karosserna ritades av Pininfarina, men byggdes av Scaglietti.

### 250 GTB Tour de France
- Se även huvudartikeln: Ferrari 250 GT Berlinetta Tour de France.

Den första Berlinettan presenterades 1956. Den byggde på landsvägvagnarna och dess hjulbas på 260 cm. Vagnen dominerade det årets Tour de France-tävling så totalt att det blivit den inofficiella benämningen.
Produktionen uppgick till 77 exemplar.

### 250 GTB SWB
- Se även huvudartikeln: Ferrari 250 GT Berlinetta SWB.

1959 kom en ny Berlinetta byggd på en kortare hjulbas på 240 cm. Den engelska benämningen Short Wheelbase Berlinetta (SWB) har blivit inofficiellt accepterad.
Produktionen uppgick till 167 exemplar.

### 250 GTO
- Se även huvudartikeln: Ferrari 250 GTO.

250 GTO från 1962 var den sista utvecklingen av Berlinettan. Den byggde vidare på SWB-chassit och försågs med en kraftigare motor från 250 Testa Rossa. Utvecklingen av både chassi och kaross leddes av chefskonstruktören Giotto Bizzarrini, men efter en kontrovers med Enzo Ferrari lämnade han och huvuddelen av konstruktionsteamet företaget innan bilen stod klar. 250 GTO var formellt en gran turismo-vagn, men var långt ifrån någon landsvägsvagn, därav namnet GTO, där O:et står för omologazione dvs att gatbilen var till för att homologisera(typbesiktiga) racingbilen . Detta gjorde Ferraris konkurrenter upprörda, eftersom de menade att Ferrari tänjde väl mycket på regelverket. Bilen blev också enormt framgångsrik och vann sportvagnsmästerskapet åt Ferrari tre år i rad 1962-1964.
Produktionen uppgick till 36 exemplar, varav de sista tre, byggda 1964, hade en kraftigt modifierad kaross. Dessutom byggdes tre bilar med fyraliters motor, kallade 330 LMB.
En GTO från 1963 blev i september 2008 världens dyraste bil, när en anonym köpare betalade 15,7 miljoner pund för bilen på en bilauktion. Redan i maj 2009 övertogs titeln av en 250 Testa Rossa.

## Bilder

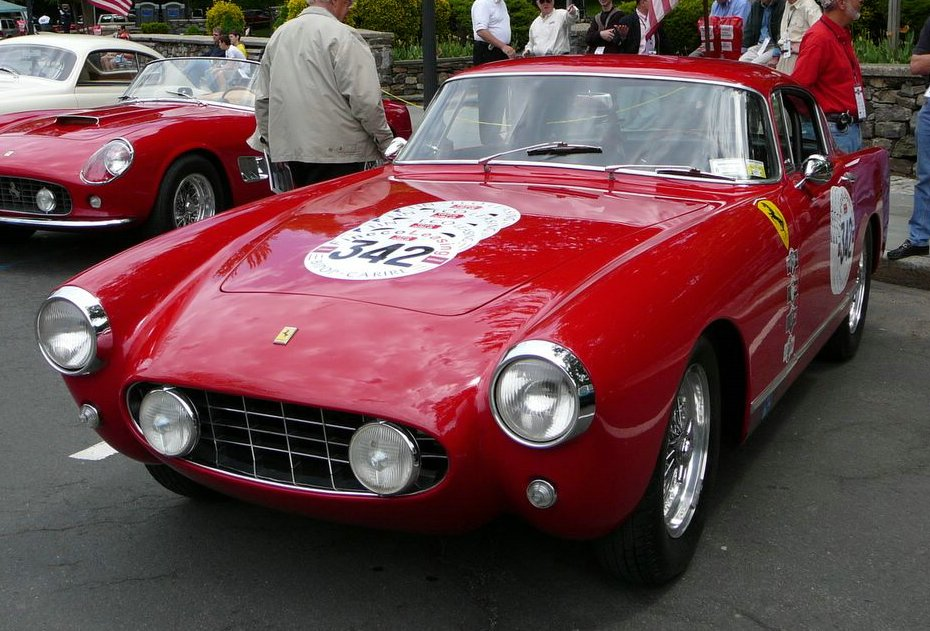
Ellena
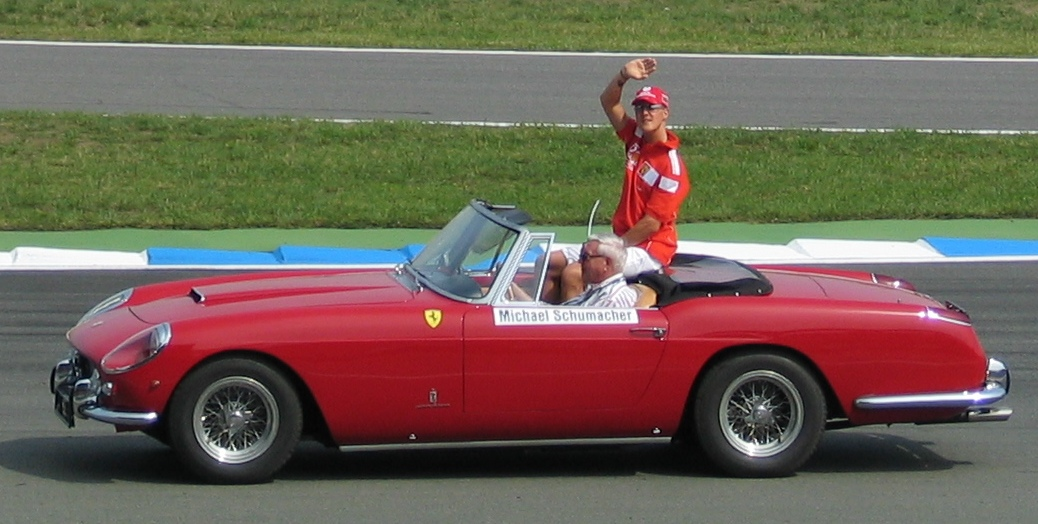
Cabriolet
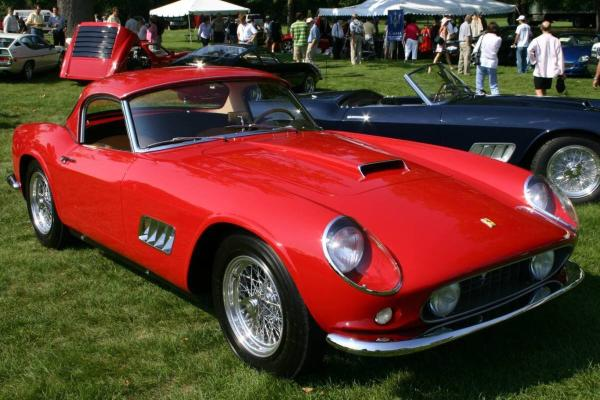
California Spyder
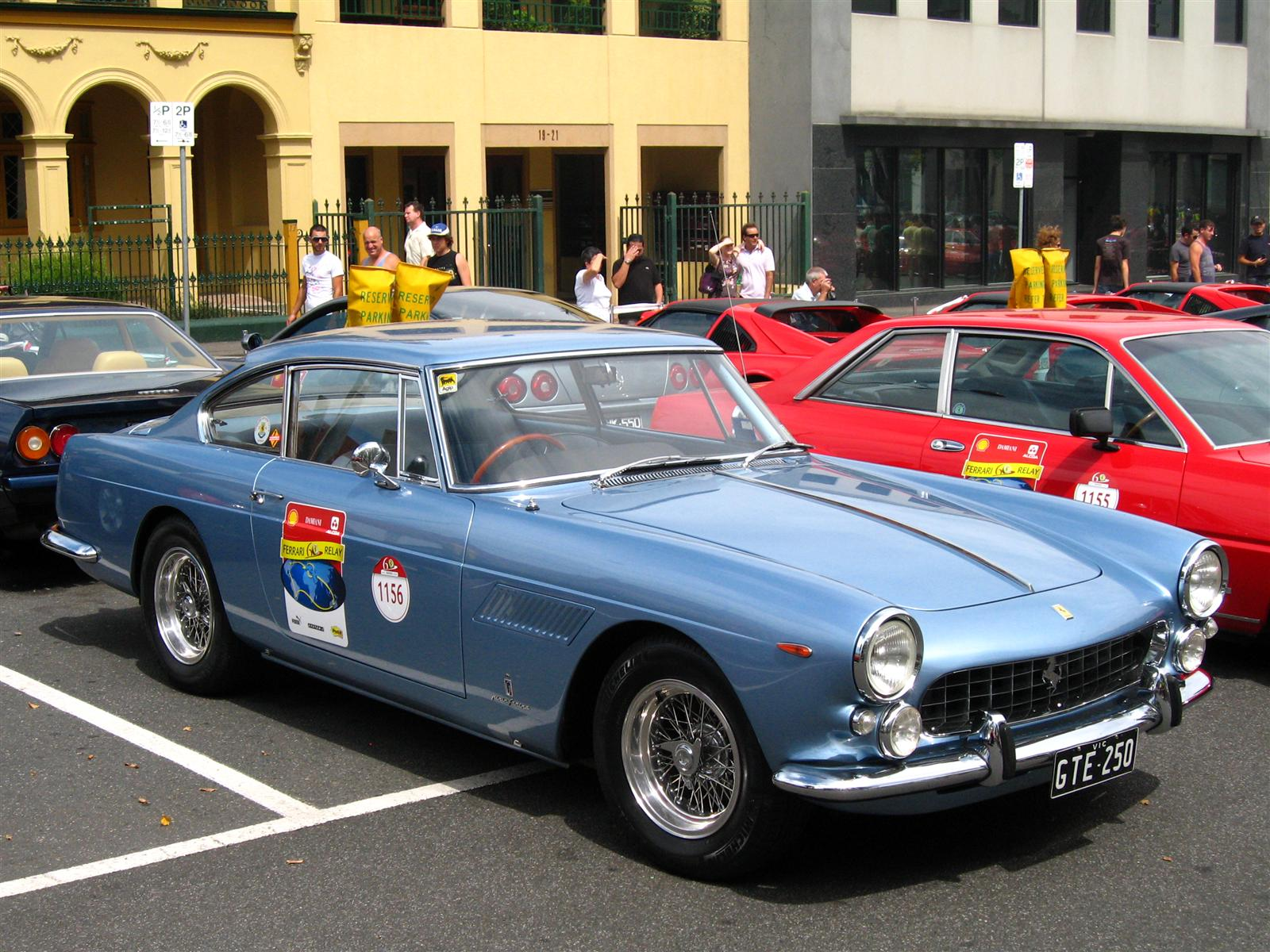
2+2
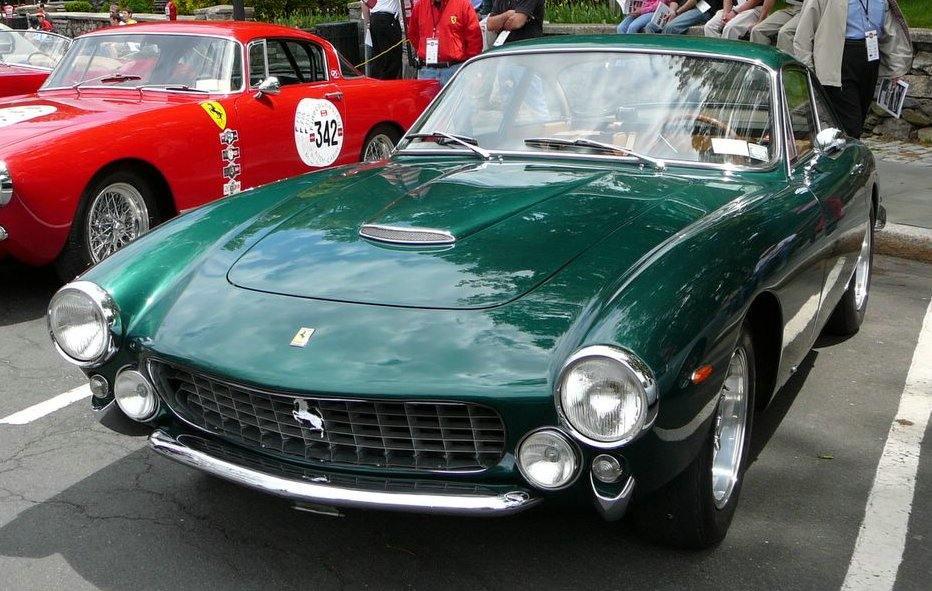
Lusso
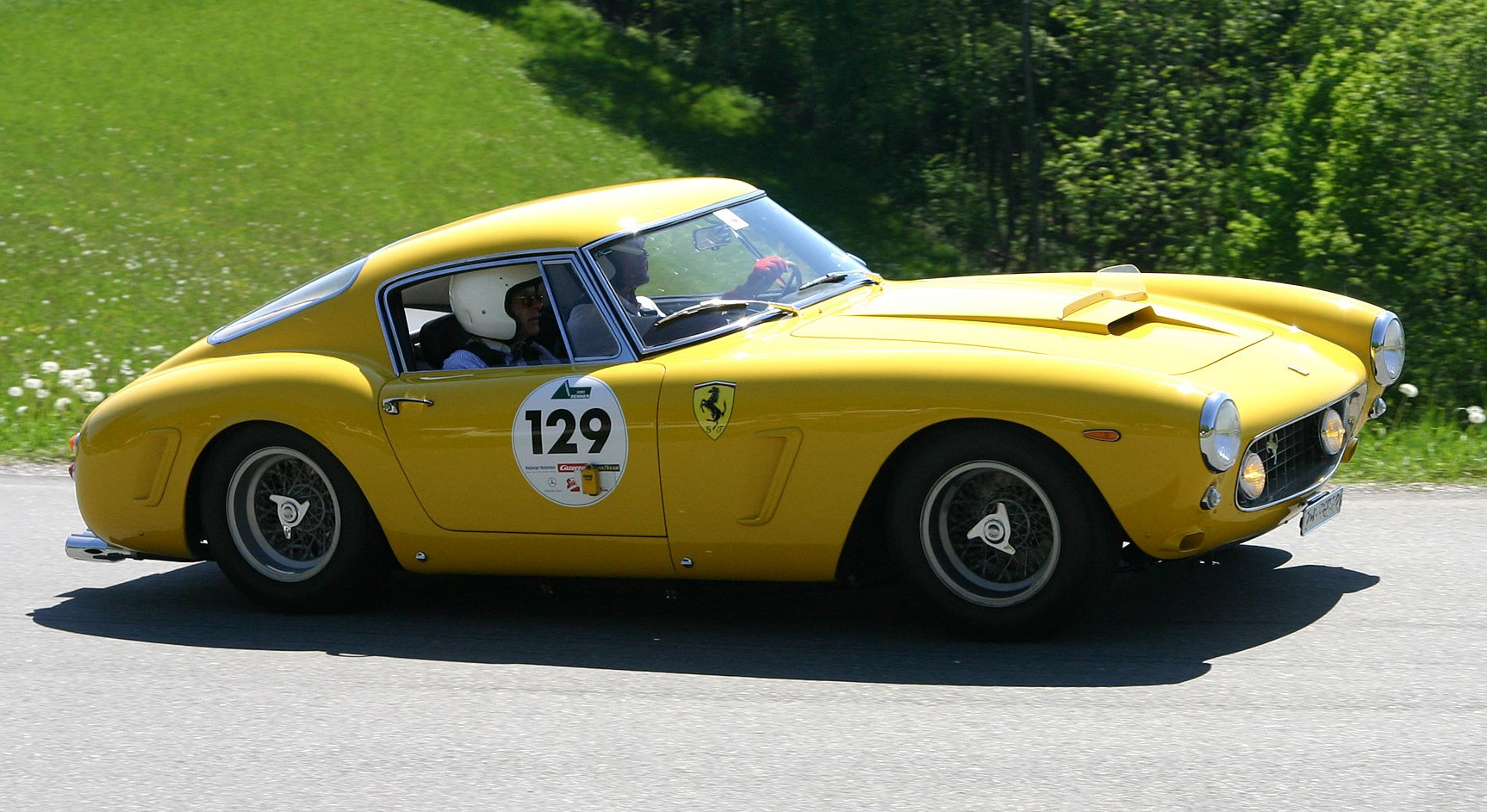
Berlinetta SWB
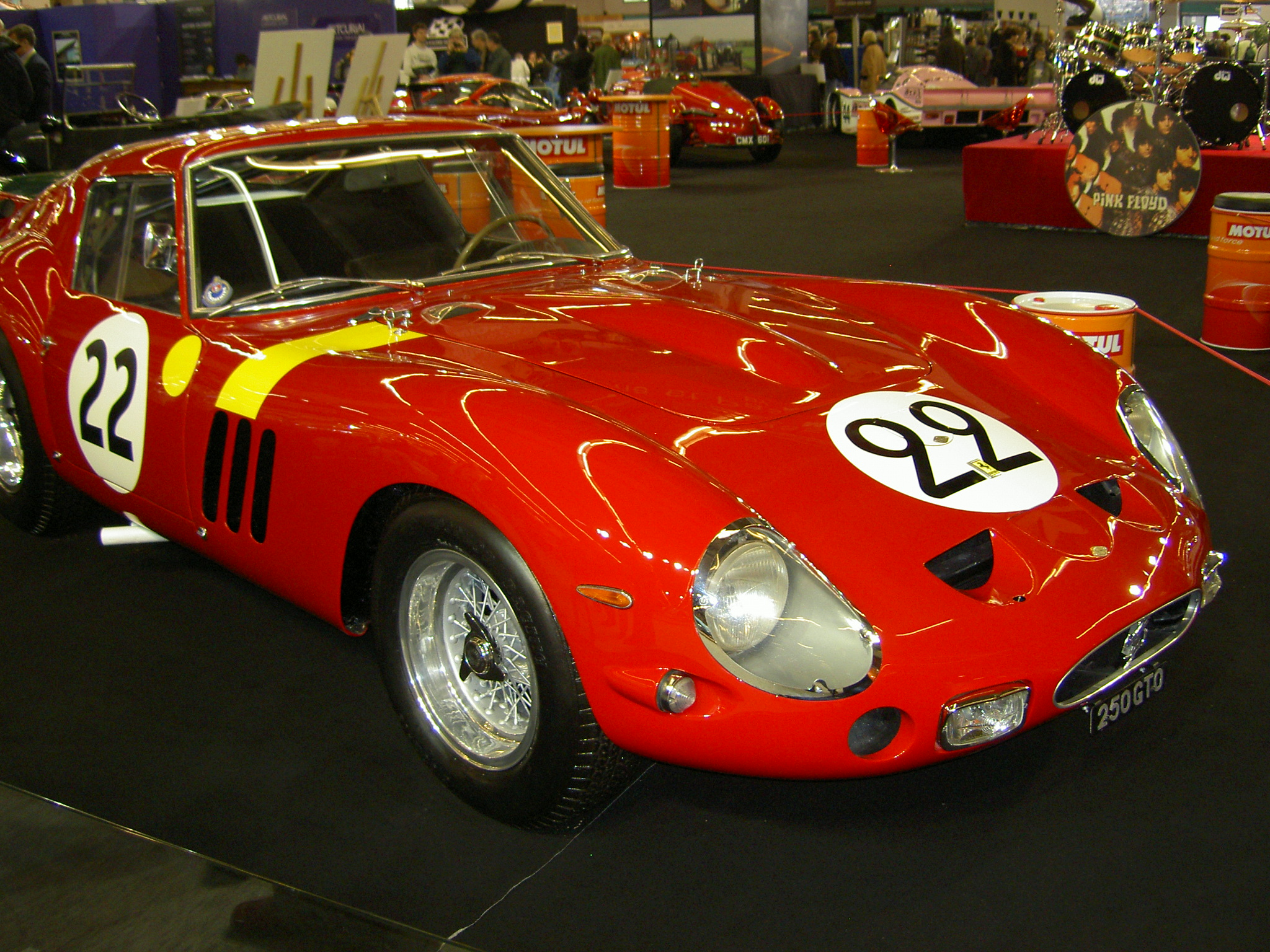
GTO